# Eupogonius albipilis
Eupogonius albipilis är en skalbaggsart som beskrevs av Stefan von Breuning 1955. Eupogonius albipilis ingår i släktet Eupogonius och familjen långhorningar. Inga underarter finns listade i Catalogue of Life.